# Курамото, Кодзи
Кодзи  Курамото (яп. 蔵本 孝二 Курамото Кодзи, 14 августа 1951 года) — японский дзюдоист и самбист, чемпион Азии, призёр Олимпийских игр и чемпионата мира по дзюдо, призёр первого открытого чемпионата Европы по самбо 1972 года.

## Биография
Родился в 1951 году в городе Хита префектуры Оита. Окончил университет Такусёку, работал в полиции префектуры Канагава. В 1974 году выиграл чемпионат Азии по дзюдо. В 1975 году стал бронзовым призёром чемпионата мира. В 1976 году завоевал серебряную медаль Олимпийских игр в Монреале.